# Tovaria
Tovaria — це рід трав, що походить з Ямайки та Південної Америки. Є два види Tovaria pendula і Tovaria diffusa. Рід є єдиним у родині Tovariaceae.